# Waziers
Waziers é uma comuna francesa na região administrativa de Altos da França, no departamento do Norte. Estende-se por uma área de 4.34 km². Em 2010 a comuna tinha 7 496 habitantes (densidade: 1 727,2 hab./km²).